# Cho Chikun
Cho Chikun (조치훈?, 趙 治勲?, Jo Chi-hunLR, Cho Ch'i-hunMR; Busan, 20 giugno 1956) è un giocatore di go giapponese. È uno dei goisti più vincenti della storia giapponese, avendo conquistato tutti e sette i titoli maggiori più volte; è stato nominato Meijin onorario per aver vinto il titolo di Meijin per nove volte (primato per la competizione), di cui cinque consecutivamente; è anche Hon'inbō onorario per aver vinto il titolo di Hon'inbō 12 volte (primato per la competizione), di cui 10 consecutive, ottenendo la qualifica di 25º Hon'inbō Chikun. Si è anche dimostrato un goista molto longevo, avendo vinto il primo titolo maggiore nel 1980 e l'ultimo nel 2007.

## Gli inizi (1962-1967)
Cho nacque nel 1956 in una ricca famiglia (il nonno era direttore di banca, lo zio era il famoso giocatore di go Cho Nam-chul) e aveva altri cinque fratelli. Suo nonno gli insegnò il go fin da giovanissimo. 
Chiamato inizialmente "Pung-yeon'", il nome di Cho fu cambiato durante la Guerra di Corea: il padre, minacciato di vedersi bruciare tutto il suo denaro, chiese consiglio a un indovino. Quest'ultimo gli consigliò di cambiare il nome del figlio Pung-yeon in "Chikun'", altrimenti sarebbe morto. Predisse inoltre che, dopo il cambiamento di nome, il fratello più giovane di Chikun sarebbe morto, ma che Chikun sarebbe diventato famoso. Entrambe le predizioni si avverarono.
La sua ascesa per diventare uno dei più grandi giocatori di go iniziò quando entrò a far parte del Kitani Dojo; il padre, notando il grande talento di Cho, lo mandò in Giappone nell'agosto del 1962. All'epoca aveva solo 6 anni, e fu accompagnato fino all'Aeroporto di Tokyo dallo zio e da un fratello. All'aeroporto incontrò il Maestro Minoru Kitani con i familiari, e l'allievo Chizu Kobayashi. Con cinque pietre di handicap, batté Kitani il giorno successivo al loro incontro, alla festa dei 100 dan tenutasi al Kitani Dojo. Una larga folla seguì la partita intensamente, come se si fosse trattato di una partita tra professionisti.
Cho entrò nella scuola quando era circa 10 kyu. A soli 7 anni, entrò anche nella Nihon Ki-in come un insei. Cominciò per lui un periodo si sfide: veniva preso in giro dagli altri studenti non solo per il fatto di essere coreano, ma anche perché continuava a perdere contro il compagno Masao Katō, anche con 9 pietre di handicap. Veniva soprannominato "bimbo dei Kitani" ed era anche noto il suo scarso impegno per lo studio; il futuro rivale Kōichi Kobayashi entrò nel Kitani Dojo e, pur non essendo forte come Cho, studiava molto più duramente di lui. I suoi genitori lo obbligarono a seguire la scuola coreana di Tokyo. In questo periodo, visse con uno dei fratelli.

## La strada verso lo Shodan (1968-1972)
Cho, durante un viaggio con Kitani, fu affascinato da un quadro che vide a Kōbe. Il proprietario notò l'interesse di Cho e glielo offrì in regalo. Kitani rifiutò, ma propose un accordo al suo allievo: se fosse diventato 1 dan prima del compimento dei 10 anni, avrebbe potuto avere il quadro. Cho divenne shodan dopo aver battuto Michihiko Azuma nel maggio del 1968, a 11 anni e 10 mesi (fino ad oggi l'età più giovane per un professionista di go in Giappone). La signora Kitani chiamò allora quel negozio per richiedere il quadro; con sua sorpresa il proprietario rispose: "So perché state chiamando. È già stato spedito" . Il quadro si trova ancora oggi nella casa di Cho.
Sempre nel 1968 fu promosso a 2 dan. Nel giro di soli due anni, dopo aver vinto quasi ogni partita dell'Oteai, arrivò a 4 dan. Divenne 5 dan nel 1971, a soli 15 anni.

## Vittorie e sconfitte (1973-1979)
Cho vinse il 5° Shin-Ei dopo aver battuto Yasumasa Hane, che era 8 dan all'epoca. Vinse il secondo premio dopo aver fatto segnare l'83,75% di vittorie nell'Oteai per giocatori dal 5 dan in su. Arrivò decimo all'11° Asashi Pro Best Ten Tournament. Fu promosso 6 dan nel 1973 con 30 vittorie e 11 sconfitte.
Nelle qualificazioni per il 22º Campionato della Nihon Ki-in del 1974, ottenne una straordinaria serie di vittorie, battendo Kazuo Sometani, Masao Katō, Yoshio Ishida (appena vittorioso dei titoli di Meijin e Honimbo) e Rin Kaiho. Dopo queste vittorie, venne eliminato al primo turno della 18ª Prime Minister Cup, vinta poi da Kobayashi. Vinse poi contro Kobayashi nel 6º tornei Shin-Ei. Per coronare questo anno eccezionale con 33 vittorie e 9 sconfitte, la rivista Kido magazine gli conferì un premio speciale al merito.
La sua carriera prese il volo, quando Kido magazine lo nominò Miglior Giocatore Giovane; era infatti uno dei giocatori più forti nello stile e nell'accuratezza del fine partita. Perse di poco la finale del 22º Campionato della Nihon Ki-In contro Eio Sakata dopo aver compiuto un errore fatale che lo portò all'abbandono. Sulla scia di questa sconfitta, vinse però il 12º torneo Asahi Pro Best Ten senza subire una sconfitta contro i suoi avversari che erano tutti 9 dan. La vittoria al torneo ne fece il più giovane detentore di un torneo maggiore in Giappone. Gli altri torneo di quell'anno non gli portarono molto: fu eliminato al 2º turno del Honinbo contro Toshihiro Shimamura 9-dan e ottenne contro Masao Katō un triplo ko per il quale perse comunque e Shuzo Ohira lo sconfisse al Tengen. Venne comunque promosso 7 dan a fine ottobre per le 39 vittorie e solo 16 sconfitte nell'anno 1975, ma un mese più tardi il suo maestro, Kitani, morì. Dovendo affrontare la morte del maestro, Cho iniziò il 1976 in modo molto agonistico, vincendo il 1º torneo Asahi "Top Eight Players", anche se, a seguito della modifica del sistema di promozioni in seno alla Nihon Ki-in voluto da Masao Katō, vennero cancellati tornei Asahi Pro Best Ten e Top Eight Players, sostituiti dai tornei Kisei e Gosei. Cho subì fortemente questo cambiamento, dato che si trovò senza titoli da difendere. Si qualificò quindi per il 2º Meijin, ma non si qualificò per l'Honinbo e perse sia al Tengen (nella sua nuova versione, unificato con i campionati della Nihon Ki-in e Kansai Ki-in) che al Gosei. Arrivò in semifinale alla 20ª Prime Minister Cup e vinse il suo primo titolo Oza battendo in finale Hideo Otake 2–1. A 15º Judan perse contro Eio Sakata in finale. Malgrado i pochi titoli vinti, venne ancora premiato dal Kido magazine per aver il più alto numero di vittorie dell'anno (46) e la migliore tecnica.

## Titoli
| Nazionali                | Nazionali                             | Nazionali                              |
| Torneo                   | Vittorie                              | Finalista                              |
| ------------------------ | ------------------------------------- | -------------------------------------- |
| Kisei                    | 8 (1983–1985, 1994, 1996–1999)        | 4 (1986, 1995, 2000, 2008)             |
| Meijin                   | 9 (1980–1984, 1996–1999)              | 3 (1985, 2000, 2002)                   |
| Honinbo                  | 12 (1981, 1982, 1989–1998)            | 2 (1983, 1999)                         |
| Jūdan                    | 6 (1982, 1988, 1989, 2005–2007)       | 4 (1983, 1990, 1991, 2008)             |
| Tengen                   | 2 (1987, 1988)                        | 1 (1989)                               |
| Ōza                      | 2 (1994, 2001)                        | 6 (1977, 1987, 1995, 1999, 2000, 2002) |
| Gosei                    | 2 (1979, 1986)                        | 3 (1980, 1982, 1987)                   |
| Agon Cup                 | 1 (2002)                              | 5 (1994, 1998, 2000, 2010, 2016)       |
| Ryusei                   | 2 (1991, 1993)                        | 3 (1992, 1998, 2015)                   |
| NHK Cup                  | 4 (1983, 1992, 1996, 2007)            | 4 (1980, 2001, 2004, 2008)             |
| NEC Cup                  | 4 (1984, 1985, 2000, 2001)            | 5 (1988, 1994, 1995, 1998, 2012)       |
| Daiwa Cup                |                                       | 1 (2012)                               |
| Nihon Ki-in Championship |                                       | 1 (1975)                               |
| Kakusei                  | 2 (1982, 1985)                        | 2 (1994, 1995)                         |
| Shin-Ei                  | 3 (1973, 1974, 1977)                  | 1 (1972)                               |
| Hayago Championship      | 7 (1985, 1990–1992, 1996, 2001, 2002) | 1 (1986)                               |
| Asahi Pro Best Ten       | 1 (1975)                              |                                        |
| Asahi Top Eight Players  | 1 (1976)                              |                                        |
| Prime Minister Cup       |                                       | 1 (1972)                               |
| JAL Super Hayago         | 1 (2004)                              |                                        |
| Igo Masters Cup          | 4 (2011, 2014, 2015, 2019)            | 2 (2012, 2017)                         |
| Coppa Teikei Legend      | 1 (2023)                              | 2 (2025)                               |
| Totale                   | 72                                    | 51                                     |
| Continentali             |                                       |                                        |
| Tengen Cina-Giappone     | 2 (1988, 1989)                        |                                        |
| Agon Cup Cina-Giappone   | 1 (2003)                              |                                        |
| Totale                   | 3                                     | 0                                      |
| Internazionali           |                                       |                                        |
| Samsung Cup              | 1 (2003)                              |                                        |
| Fujitsu Cup              | 1 (1991)                              |                                        |
| Tong Yang Cup            |                                       | 1 (1993)                               |
| Totale                   | 2                                     | 1                                      |
| Totale in carriera       |                                       |                                        |
| Totale                   | 77                                    | 52                                     |